# Björn Engels
Björn Engels (Kaprijke, 1994. szeptember 15. –) belga válogatott labdarúgó, aki jelenleg a Club Brugge játékosa.

## Sikerei, díjai
- Club Brugge
  - Belga bajnok: 2015–16
  - Belga kupa: 2014–15
  - Belga szuperkupa: 2016